# Santiago Bernabéu
Artikeln följer den spanska namnseden; faderns efternamn är Bernabéu och moderns efternamn Yeste.

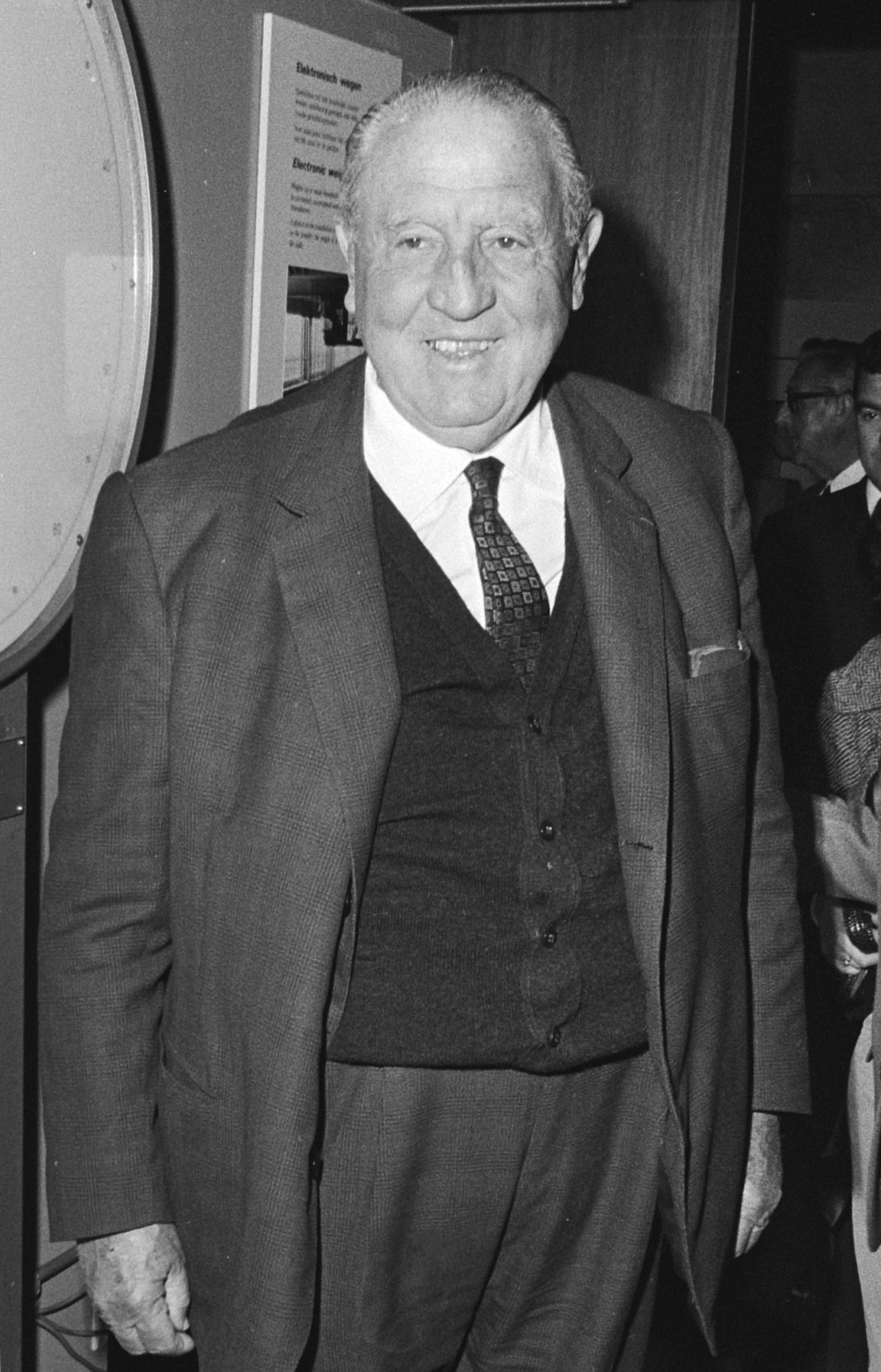
Santiago Bernabéu 1971.

Santiago Bernabéu de Yeste, född den 8 juni 1895 i Almansa i Albacete, död den 2 juni 1978 i Madrid, var en spansk fotbollslegendar – spelare, lagkapten, tränare och slutligen (från 1943) president i Real Madrid, vars hemmaarena uppkallades efter honom 1955 (Santiago Bernabéu-stadion).